# Yamamoto Kakuma
Yamamoto Kakuma (山本 覚馬 Sơn Bản Giác Mã,  ngày 25 tháng 2 năm 1828 – ngày 28 tháng 12 năm 1892) là một samurai phiên Aizu thời Bakumatsu, về sau trở thành một nhà giáo dục và chính trị gia dưới thời Minh Trị.

## Tiểu sử
Yamamoto sinh trưởng tại Aizu, ông thường tự nhận mình là hậu duệ của chiến lược gia quân sự nổi tiếng thời kỳ Chiến Quốc Yamamoto Kansuke. Được xưng tụng là thần đồng, hồi còn nhỏ ông có thể đọc lưu loát ở tuổi lên bốn, và thuộc nằm lòng thể thơ chữ Hán tuyệt cú lúc lên năm tuổi. Năm 22 tuổi, nhờ sự gửi gắm của gia đình, ông khăn gói đi đến Edo học hỏi Katsu Kaishū, dưới sự dạy bảo tận tình của học giả Sakuma Shōzan, về môn Hà Lan học và binh pháp phương Tây hiện đại. Sau vài năm học tập chuyên cần, ông trở về Aizu năm 28 tuổi, và nhận dạy súng thuật tại Nisshinkan, trường học của phiên Aizu.
Năm 1862, ông được giao nhiệm vụ trợ giúp lãnh chúa phiên Aizu Matsudaira Katamori suốt trong thời kỳ Katamori đảm nhận chức Kyōto Shugoshoku tại kinh thành Kyoto. Tình hình ở Kyoto trở nên bất ổn cực độ, và Yamamoto ra sức trấn áp đám samurai phe nhương di quá khích đến từ phiên Chōshū trong sự biến Cấm môn xảy ra vào ngày 20 tháng 8 năm 1864. Sau khi bắt đầu Chiến tranh Boshin trong Minh Trị Duy Tân, ông không tham gia trận giao tranh khốc liệt giữa quân Mạc phủ và quân triều đình gần đó, nhưng vẫn ở lại với lực lượng dưới quyền mình ở chính Kyoto hòng mưu tính đánh phá dinh thự kiên cố của phiên Satsuma. Trong lúc giao chiến với samurai Satsuma, ông bị cơn chấn động dẫn đến mất dần thị lực. Quân binh phiên Satsuma bèn bắt giữ ông làm tù binh ngay lập tức. Sau khi chiến tranh kết thúc, ông được ân xá nhờ sự can thiệp kịp thời của Iwakura Tomomi.
Về sau, ông được chọn làm thành viên hội đồng tỉnh Kyoto. Sau khi cải đạo thành một tín đồ Kitô giáo, Yamamoto hợp tác đắc lực với Joseph Hardy Neesima nhằm thành lập Trường Anh ngữ Doshisha (tiền thân của Đại học Doshisha) ở Kyoto. Kakuma từng là chủ tịch thứ hai của trường này. Em gái của Yamamoto là Neesima Yae cũng góp phần trợ giúp quân binh phiên Aizu trong chiến tranh Boshin.
Ngoài công việc trong lĩnh vực giáo dục, Yamamoto còn là một tác giả. Một trong những tác phẩm nổi tiếng nhất của ông là một tác phẩm dài viết về tiến trình cải cách quốc gia, được chấp bút trong suốt thời gian ông bị Satsuma giam cầm vào năm 1868.
Yamamoto được diễn viên Ryū Raita vào vai trong bộ miniseries Byakkotai năm 1987, và do diễn viên Hidetoshi Nishijima vào vai trong bộ taiga drama Yae no Sakura của đài NHK.